# Clear Cold Beyond
Albums de Sonata Arctica
Talviyö
(2019)
Clear Cold Beyond est le 11ème album studio du groupe power metal finlandais Sonata Arctica, sorti le 8 mars 2024 sous le label Atomic Fire.

## Liste des pistes
| No  | Titre                                     | Durée |
| --- | ----------------------------------------- | ----- |
| 1.  | First In Line                             | 05:22 |
| 2.  | California                                | 04:25 |
| 3.  | Shah Mat                                  | 04:09 |
| 4.  | Dark Empath                               | 06:05 |
| 5.  | Cure For Everything                       | 04:41 |
| 6.  | A Monster Only You Can't See              | 05:56 |
| 7.  | Teardrops                                 | 04:57 |
| 8.  | Angel Defiled                             | 04:44 |
| 9.  | The Best Things                           | 04:52 |
| 10. | Clear Cold Beyond                         | 05:45 |
| 11. | A Ballad For The Broken (piste bonus)     | 04:50 |
| 12. | Toy Soldier (Martika Cover) (piste bonus) | 03:45 |

## Musiciens
- Tony Kakko : chant
- Elias Viljanen : guitare
- Henrik Klingenberg : claviers
- Pasi Kauppinen : basse
- Tommy Portimo : batterie